# Ramón Cote

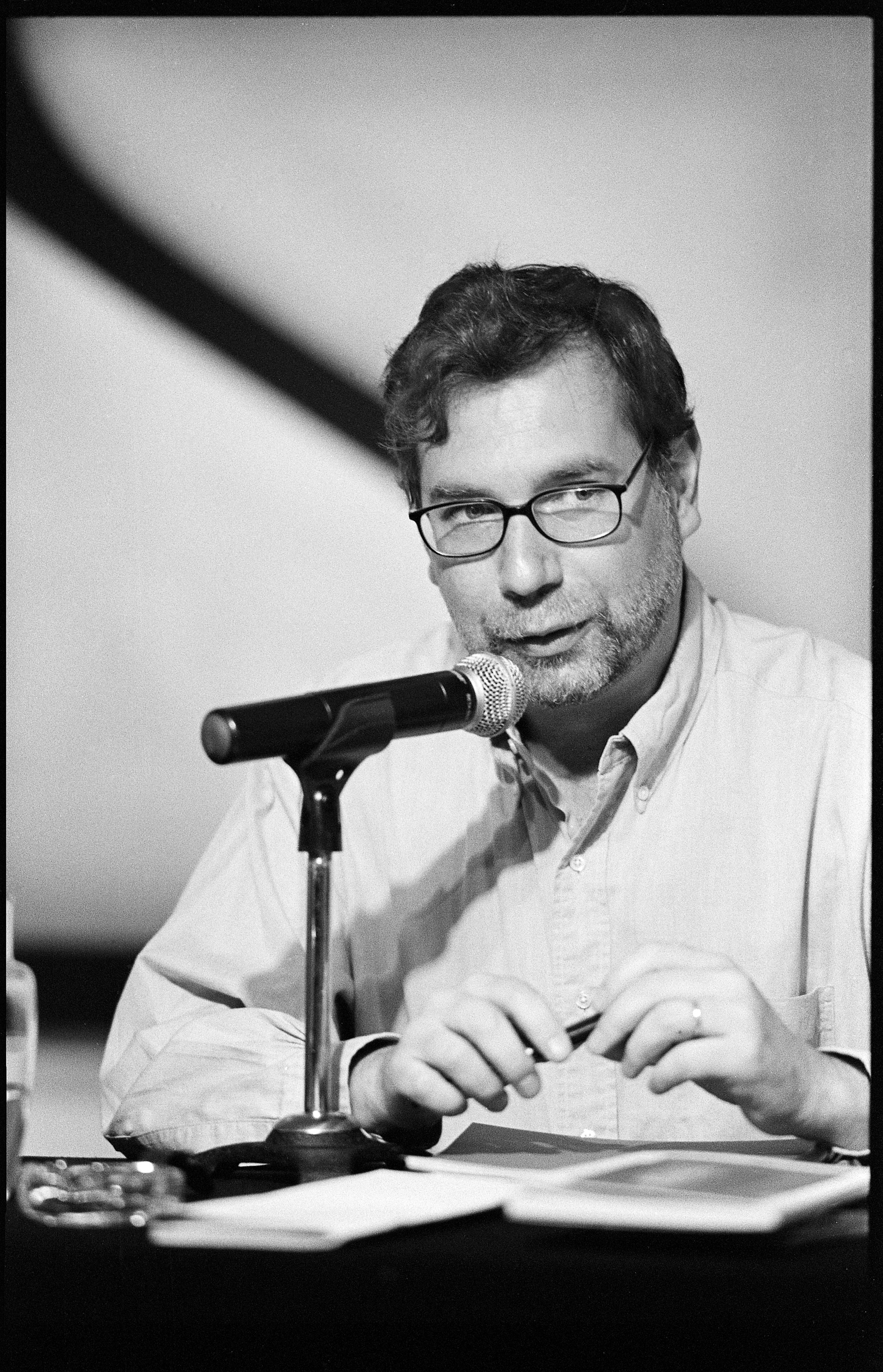
Ramón Cote Baraibar en la Casa del Poeta de México. 22 de febrero de 2007

Ramón Cote Baraibar es un poeta, narrador y ensayista de Colombia, nacido en Cúcuta, Norte de Santander  el 19 mayo de 1963. Hijo del poeta Eduardo Cote Lamus y de la galerista Alicia Baraibar, se graduó en Historia del Arte por la Universidad Complutense en Madrid. Su poesía está marcada profundamente por su sentido de temporalidad, que busca a través de breves e intensos textos dar cuenta de experiencias pasadas, particularmente de la niñez y la adolescencia, así como mantener un presente con nitidez y fuerza en el lector. La libertad al caminar por las tapias de su barrio, la forma de los óvalos de unas sillas de acero, la luz del atardecer a las 5:30 de la tarde, el color y olor de las magnolias, los oficios de las profesiones idas aparecen y desaparecen a lo largo de treinta años de trabajo con la palabra. La ciudad de Bogotá es un referente constante a lo largo de su obra.
Tal como dice el escritor y compañero del Colegio Refous, Mario Mendoza en el prólogo a Botella papel, en Cote Baraibar "Su potencia interior se formó en esos años de adolescencia como quien arma una muralla y construye un foso para evitar la invasión de bárbaros indeseables. De ahí ese ritmo sagrado de su escritura, de homilía, de cantos chamánicos enunciados en la mitad de la selva como conjuros que nos salvarán cuando llegue el desastre. El corazón del artista adolescente es el corazón de las tinieblas."
Cote Baraibar creció en Bogotá y a los 19 años viajó a Madrid a seguir una carrera en Historia del Arte.  En España publicó su primer libro, Poemas para una fosa común (1984), con prólogo de Claudio Rodríguez y que ha sido publicado en tres oportunidades. Regresó a Colombia en 1990 y al año siguiente publicó El confuso trazado de las fundaciones, volumen de poemas en el que atisba su madurez. Allí están presentes temas urbanos de Bogotá y de Madrid y se destaca la atmósfera autoritaria del colegio en la que discurrió su infancia y adolescencia.  También en 1991 publicó Informe sobre el estado de los trenes en la antigua estación de Las Delicias en el legendario Fondo Editorial Pequeña Venecia de Caracas, Venezuela. En esta plaquette da cuenta del antiguo y entonces abandonado cementerio de trenes de Madrid.
Durante la presidencia de César Gaviria Trujillo (1990-1994) trabajó en el área cultural del gobierno. Posteriormente ocupó un cargo diplomático en la representación de Colombia ante la Organización de Estados Americanos en Washington.
A su regreso a Colombia Cote Baraibar publicó Botella papel en 1999, libro que ha sido objeto de tres ediciones desde entonces. La última se realizó en diciembre de 2015, que incluye nuevos textos. Al decir de Juan Gustavo Cobo Borda, «a partir de la voz de quien compra bultos de periódico y botellas vacías, [Cote] intenta una antropología del recuerdo, al rescatar esas figuras ya casi desaparecidas que cruzaban Bogotá con el pregón de sus oficios: un afilador, un calderero, un vendedor de corbatas o un fotógrafo de parque»."
En el año 2003 Cote Baraibar publica Colección privada, libro con el que gana el III Premio Casa de América de Poesía Americana. Este poemario hace un homenaje a cuadros de la historia de la pintura de gran afinidad para el autor, una "colección privada" compuesta por ocho salas de pinturas del arte medieval al contemporáneo colombiano. Estos textos «han sido escritos como una ceremonia de restitución, agradecimiento y apropiación, porque solo la poesía nos permite preservar en palabras esas contadas revelaciones que nos visitan a lo largo de nuestras vidas». Este libro ha sido objeto de una tesis de maestría en Estados Unidos.
Su siguiente poemario, titulado Los fuegos obligados, ganó el Premio Unicaja de poesía, que fue otorgado en Cádiz por José Manuel Caballero Bonald, entre otros miembros del jurado.  En esta publicación Ramón Cote regresa al pasado, particularmente a su infancia: «Son los asuntos de tu vida, esas cosas con las que no puedes dejar de vivir, lo necesario que te hace lo que eres. Los recuerdos, la casa de tu infancia, mis padres que murieron hace poco», afirmó el escritor en una entrevista.
Su trabajo más reciente es Como quien dice adiós a lo perdido, publicado a sus cincuenta años en 2013. Sobre él dice el poeta Jotamario Arbeláez: «Este libro da el adiós a esa imagen que pasaba como la verdadera cara de la poesía, llena de afeites, constelada de plumas de cacatúa. Retorna a señalar con el dedo de la palabra esos objetos que forman parte de nuestra vida y de nuestro cuerpo, como el árbol del jardín y el libro de viejo. Este es el rostro poético. En la limpia descripción de los momentos y de las cosas, casi que en su sola enumeración acentuada con un exquisito adjetivo, nos sintoniza con un acontecer prodigioso, así sea común a todos, por la coloratura del verbo».
Cote Baraibar también ha escrito narrativa, destacándose por dos libros de cuentos, Páginas de enmedio (2002) y Tres pisos más arriba (2008) y una novela que mantiene inédita.  Ha incursionado también en la literatura infantil con dos títulos:  Feliza y el elefante y Magola contra la ley de la gravedad.
El escritor cucuteño ha preparado dos antologías de poesía para la Colección Visor de Poesía: Diez de ultramar. Joven poesía latinoamericana (1992), que tiene dos ediciones y La poesía del siglo XX en Colombia (2006).
Se encuentran dos antologías de poemas suyos: No todo es tuyo, olvido, publicado por la Universidad Nacional de Colombia en 2006 y Hábito del tiempo, editado por la Pontificia Universidad Javeriana de Bogotá en 2015 con un ensayo de Jorge Cadavid.
En octubre de 2016 participó en la presentación de la segunda edición de La vida cotidiana, de Eduardo Cote Lamus con un análisis sobre la influencia de este libro en la poesía colombiana.
En diciembre de 2017 publicó en la Editorial Planeta la Antología de la poesía colombiana contemporánea.
En abril de 2019 la editorial El Ángel Editor, de Quito, Ecuador, publicó Milagros comunes (Antología 1984-2014), con un prólogo de Santiago Espinosa y un epílogo de Santiago Grijalva.
El 5 de junio de 2021 Ramón Cote Baraibar ganó la I edición del Premio Internacional de Poesía de Fuente Vaqueros 'El duende, ¿dónde está el duende?’, con "Libro de averías". Este octavo poemario se publicó el 23 de octubre de 2021 por Valparaíso Ediciones en Granada (España).
La editorial mexicana Fondo de Cultura Económica publicó en octubre de 2021 Temporal. Obra reunida, con un prólogo de William Ospina. El libro contiene todos sus poemarios excepto Libro de averías.
En marzo de 2024 Cote Baraibar publicó En esta parte del mundo: antología de poesía sobre Bogotá (1926-2022), que reúne a 88 escritores que mencionan las calles de la capital colombiana. «Por eso es esta antología: para seguir quejándose de ella y para seguir queriéndola, pasando de esos dos extremos a la velocidad del sonido. Y para volverla poema, habitable en la palabra», dice el autor en el prólogo.

## Obras
- Poemas para una fosa común (poesía) Arnao Editores, España 1984. Fundación Simón y Lola Guberek, Bogotá, 1985 y Ediciones San Librario, Bogotá, 2006
- Informe sobre el estado de los trenes en la antigua estación de Delicias (poesía) Fondo Editorial Pequeña Venecia, Caracas,1991
- El confuso trazado de las fundaciones (poesía) El Áncora Editores, Bogotá, 1991)
- Diez de ultramar. Joven poesía latinoamericana (poesía y ensayo) Visor Libros, Madrid,1992) ISBN 84-7522-290-0
- Botella papel (poesía) Editorial Norma, Bogotá, 1999, y Universidad Externado de Colombia, Bogotá, 2006)
- Páginas de enmedio (cuentos) Alfaguara, Bogotá, 2002
- Colección privada (poesía) Premio de Poesía Casa de América. Visor Libros, Madrid, 2003 ISBN 84-7522-529-2
- Goya, el pincel de la sombra (biografía) Editorial Panamericana, Bogotá, 2005
- La poesía del Siglo XX en Colombia (poesía y ensayo) antología, Visor Libros, Madrid, 2006) ISBN 84-7522-766-X
- Tres pisos más arriba (cuentos)  Editorial Panamericana, Bogotá, 2008) ISBN 978-958-30-2959-2
- Los fuegos obligados (poesía) Premio Unicaja de Poesía, Visor Libros, Madrid, 2009 ISBN 978-84-9895-719-8
- Feliza y el elefante (cuento infantil) Editorial Panamericana, Bogotá, 2009
- Magola contra la ley de la gravedad (cuento infantil) Editorial Panamericana, Bogotá, 2010
- Hábito del tiempo (poesía) Antología poética que incluye algunos inéditos. con un prólogo de Jorge Cadavid. Editorial Pontificia Universidad Javeriana. Bogotá, 2014 ISBN 978-958-716-735-1
- Como quien dice adiós a lo perdido (poesía) Editorial Valparaíso, Granada, 2014 ISBN 978-84-941815-3-5
- Botella papel (poesía) Reedición del poemario homónimo con prólogo de Mario Mendoza e incluye dos poemas inéditos. Taller de Edición Rocca. Bogotá, 2015
- Antología de la poesía colombiana contemporánea (antología) Editorial Planeta, Bogotá, 2017 ISBN 978-958-42-6357-5
- Milagros comunes (Antología 1984-2014). El Ángel Editor. Quito, 2019
- Temporal. Obra reunida. Fondo de Cultura Económica. Bogotá, 2021.
- Libro de averías (poesía) I Premio Internacional de Poesía de Fuente Vaqueros. Valparaíso Ediciones, Granada, 2021
- En esta parte del mundo: antología de poesía sobre Bogotá (1926-2022). Bogotá : Secretaría Distrital de Cultura, Recreación y Deporte. (Colección Bogotá. Leer para la vida), 2023

Sus ensayos, reseñas y críticas sobre arte y literatura aparecen en numerosas revistas de Colombia, México, Argentina y España.

## Premios
- Ganador del III premio Casa de América de Poesía Americana, 2003, por Colección privada publicado por editorial Visor, Madrid, 2003
- Ganador del XXIII premio de poesía Unicaja, Cádiz, 2008, por Los fuegos obligados publicado por editorial Visor, Madrid, 2009
- Ganador de la I edición del Premio Internacional de Poesía de Fuente Vaqueros, ‘El duende, ¿dónde está el duende?’, con Libro de averías. Valparaíso Ediciones, Granada, 2021